# Luiz Bombonato Goulart
Luiz Carlos Bombonato Goulart, hay Luizão (sinh ngày 14 tháng 11 năm 1975), là một cựu cầu thủ bóng đá thi đấu ở vị trí tiền đạo. Anh khoác áo Đội tuyển bóng đá quốc gia Brasil 17 lần, có hai bàn trong trận thắng 3-0 tại Vòng loại Giải vô địch bóng đá thế giới 2002 trước Venezuela. Đây là chiến thắng giúp Brasil giành vé dự Giải vô địch bóng đá thế giới 2002. Anh sau đó được Luiz Felipe Scolari chọn tham dự World Cup 2002 và trở thành nhà vô địch thế giới năm đó.

## Đội tuyển bóng đá quốc gia
Luizão thi đấu cho đội tuyển bóng đá quốc gia Brasil từ năm 2000 đến 2002.

## Thống kê sự nghiệp
| Đội tuyển bóng đá Brasil | Đội tuyển bóng đá Brasil | Đội tuyển bóng đá Brasil |
| Năm                      | Trận                     | Bàn                      |
| ------------------------ | ------------------------ | ------------------------ |
| 2000                     | 1                        | 0                        |
| 2001                     | 3                        | 2                        |
| 2002                     | 7                        | 1                        |
| Tổng cộng                | 11                       | 3                        |